# Torrione di Coenzo
Il torrione di Coenzo è una costruzione militare edificata nel paese omonimo per controllare il passaggio sul vicino torrente Enza in epoca medievale. Si tratta dell'edificio, ancora oggi esistente, più antico del comune di Sorbolo. Assieme alla torre gemella un tempo presente sulla riva sinistra dell'Enza è rappresentata in un'antica carta oggi conservata presso l'Archivio di Stato di Parma. Un sistema difensivo simile costituito da due torri di controllo era presente anche sul vicino torrente Parma nei pressi di Copermio).

## Storia

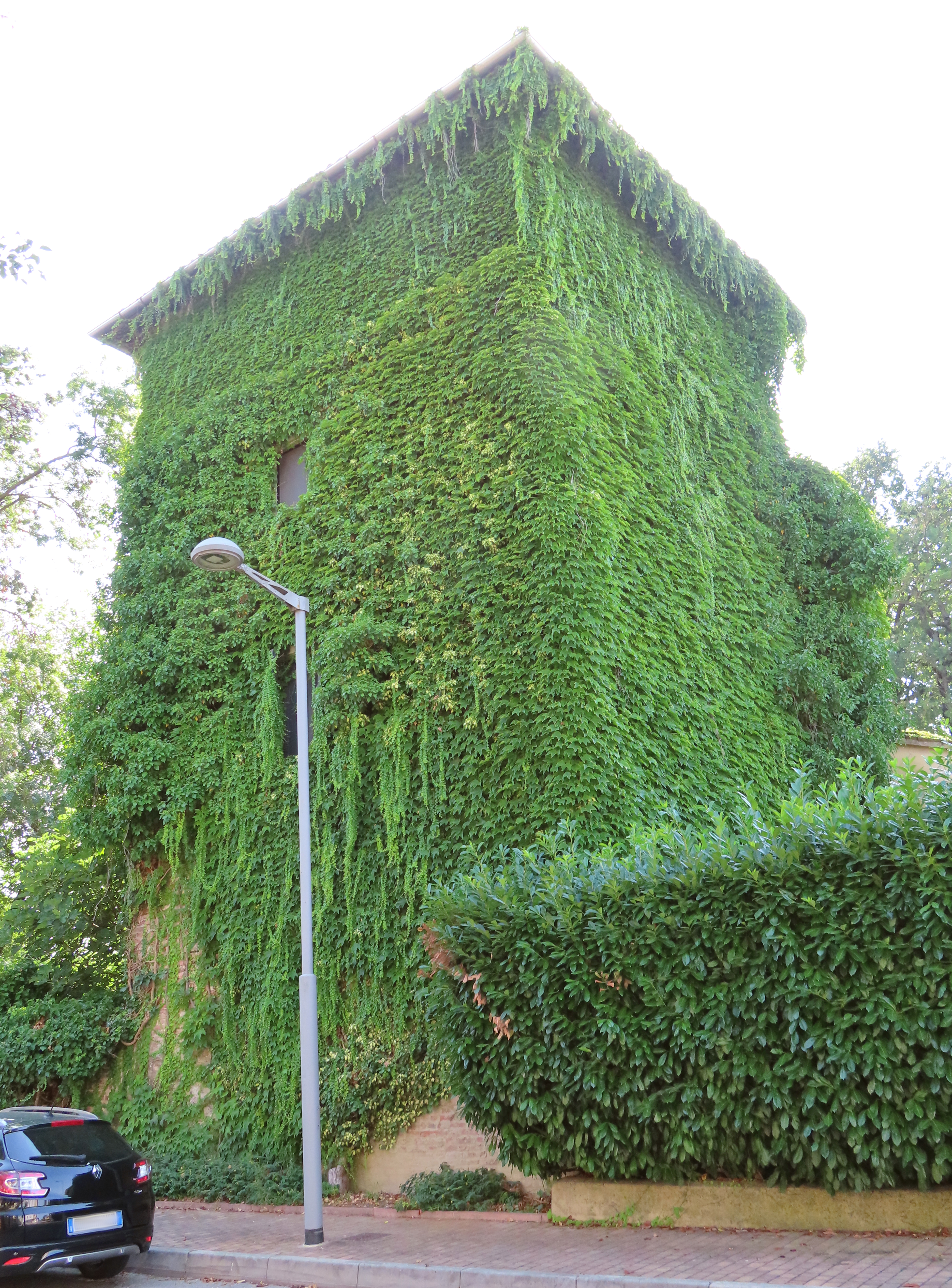
Lati nord ed est

Nel 1266 il podestà di Parma Alberigo Suardi dispose che a Coenzo venisse edificato un castello. Nel 1284 è attestata la presenza di due torri, una su ogni riva dell'Enza collegate da pesanti catene per controllare la navigazione sul corso d'acqua e mantenere la pace nella città di Parma.
Nel 1317 Giberto III da Correggio, scacciato dalla città di Parma da una rivolta, prese possesso della torre sulla riva destra dell'Enza. Il 24 maggio dello stesso anno il comune di Parma riconquistò la torre occupata. Due giorni dopo Giberto tentò una scorreria verso la torre sinistra, i soldati di presidio diedero fuoco all'edificio. Nel 1329 Matteo da Correggio fece abbattere le due torri per impedirne l'utilizzo da parte di Parma. Le torri furono riedificate nel 1334 sempre dalla famiglia Da Correggio.
Nel 1346 Luchino Visconti si impossessò del presidio difensivo di Coenzo, due anni dopo le torri e il ponte furono oggetto di lavori di manutenzione.